# Gustaaf Schamelhout
Gustaaf Schamelhout, né le 25 mars 1869 à Bruxelles décédé le 21 janvier 1944 à Anvers, est un pneumologue qui a contribué aux recherches sur la lutte antituberculeuse, un ethnologue et anthropologue autodidacte et un militant flamand.

## Biographie

### 1869-1918

#### Enfance – Études
Schamelhout était issu d'une famille bruxelloise de quatre enfants. Ses parents, qui tenaient un magasin de meubles et d'antiquités dans la rue du Trône, bien qu'étant orangistes, étaient francophones. Gustaaf fut élevé en français et se mariera avec une francophone, Lily Koettlitz, sœur de Clara qui vivait en concubinage avec Jacques Mesnil, historien d'art et anarchiste. C'est un professeur flamingant du collège qui réussit à convertir les parents de Schamelhout à la cause flamande.
À l'âge de quinze ans, Gustaaf Schamelhout commença à s'intéresser à l'ethnologie et la connaissance des pays.
Malgré son éducation francophone et bien que n'ayant appris le néerlandais qu'à partir de ses années d'études en humanités, il s'investit entièrement, en 1889, dans le mouvement flamand, tout en se plongeant dans les romans historiques d'Henri Conscience, et en s'engageant, à l'Université libre de Bruxelles, dans l'association d'étudiants libéraux flamands Geen taal, geen vrijheid (Sans langue, pas de liberté). Il s'affilia à plusieurs sociétés artistiques et littéraires, comme De Distel (Le Chardon) et Van Nu en Straks (D'aujourd'hui et de demain), dont il prit en charge le secrétariat ainsi que la gestion financière, et il érigea, avec entre autres Lodewijk de Raet et Emanuel Hiel, De Vlaamsche Wacht (La Garde flamande), une alliance de sympathisants de la lutte d'émancipation flamande, dépassant les divisions religieuses. Comme Herman Teirlinck et Toussaint van Boelaere, il s'engagea dans le mouvement littéraire qui s'était constitué autour du magazine, faisant autorité, Van Nu en Straks, pour lequel il fit presque tout sauf écrire des articles : c'est-à-dire la gestion, l'expédition et le paiement des dettes.
Étudiant en 1890, dans le périodique Flandria, il dut conclure : « Le cœur bas allemand ne se laisse pas tuer, alors que la France est affaiblie d'esprit et de corps [...]. Il n'existe aucun remède pour la maladie dont souffre la France, parce que le sang est corrompu par la débauche et l'instinct animal qui y ont libre cours. À l'instar de la Rome antique, elle doit et elle saura périr. »
En 1893, il s'installa à Anvers, où il fut étudiant résident à l'hôpital Stuivenberg. Étudiant à l'ULB en 1894, il obtint pourtant son doctorat en médecine de la commission centrale des examens. Après avoir complété ses études en Allemagne et en Angleterre, s'étant spécialisé dans le domaine de la tuberculose, il s'établit définitivement à Anvers pour y exercer la profession de pneumologue.

#### Schamelhout pneumologue
Déjà après quelques années, sa pratique devint florissante. C'est surtout en tant que médecin et chercheur scientifique qu'il acquit une notoriété à travers ses recherches sur la lutte contre la tuberculose. Mais ses ouvrages historiques sur des personnalités du monde de la médecine ne passèrent pas inaperçus. Il s'intéressait aux dernières techniques. Ses occupations professionnelles ne l'empêchaient pas de voyager beaucoup et de s'investir dans le dispensaire Van den Nest, entre autres en sa qualité de membre du conseil d'administration.
À partir de 1908, la fréquence de ses publications sur la médecine décrut, et, après 1918, il se consacra presque exclusivement aux études anthropologiques et ethnologiques.

#### Anthropologie et nationalisme
Bien que Schamelhout se tînt toujours à l'arrière-plan, sa renommée fut grande auprès de l'une génération sensible à la cause flamande de son temps, et il fut souvent sollicité comme conférencier lors d'évènements scientifiques. La lutte de tant de nationalités européennes opprimées, telles que les Irlandais mais également les Flamands, pour la sauvegarde de leur langue et de leur indépendance nationale le fascinait particulièrement et l'émouvait profondément, et pour l'étudier, il s'appuyait sur une documentation étendue qu'il tenait méticuleusement à jour.
Il était fasciné par les recherches des anthropologues qui établirent, entre autres sur la base des crâniométries et de l'étude de la forme et de la couleur des cheveux ou de la taille, que l'humanité est divisée en races, que Schamelhout appelle aussi racines humaines (mensenstammen), qui ont des caractéristiques congénitales particulières. Son but était nullement d'inciter, fort de ces constatations, à des guerres raciales ; avant tout, il visait à faire barrage à l'impérialisme et l'oppression des nationalités.
Voulant prouver l'unité ethnique de la population néerlandaise tout entière, il étudia la différenciation ethnique et anthropologique entre Flamands et Wallons.
À cette époque, le judaïsme anversois ne semble pas l'avoir laissé indifférent non plus car, avant la Première Guerre mondiale, il acheta Esther, un portrait représentant une fille juive, peint par Victor Hageman.

#### La Grande Guerre
Pendant la Grande Guerre, il se prit de sympathie pour le pacifisme de Romain Rolland. Bien avant la guerre, il avait ouvertement sympathisé avec le communisme. Le 12 octobre 1918, quelques semaines avant l'armistice, sous le nom de plume Lodewijk Van Herent, il publia l'article De volksstammen van Europa en de strijd der nationaliteiten (Les tribus de l'Europe et la lutte des nationalités) dans De Stroom. Si, en 1918, après la Grande Guerre, il ne devait pas comparaître devant un tribunal, il fut tout de même exclu de toutes les institutions officielles pour avoir signé le manifeste pour la néerlandisation de l'Université de Gand.

### 1918-1940

#### L'Université populaire
En 1928, Schamelhout comptait parmi les fondateurs de l'Université populaire (Volksuniversiteit Herman Van den Reeck) de tendance flamingante ; lorsqu'en 1932, il succéda au catholique Arthur Claus, à la présidence du Conseil consultatif, la direction de cet institut tomba entièrement entre les mains des laïques.

#### Schamelhout ethnologue
L'exclusion d'après-guerre ne semble pas l'avoir trop dérangé : imperturbablement exerçant sa pratique, Schamelhout se préoccupa encore plus qu'avant de la lutte des nationalités européennes et, au cours des années 1920, il devint un ethnologue de renommée internationale.
Il formulait sa position ainsi : « Mon intérêt pour la géographie et l'ethnologie a toujours été très fort, pas moins que pour l'histoire. Ainsi, je suis devenu le défenseur de toutes les nationalités à l'intérieur de leurs frontières ethniques : en Pologne, près des reliques des insurgés polonais, à Dublin près de ceux des fusillés de l'Insurrection de Pâques, je n'étais pas moins touché que lors de ma visite au Prinsenhof de Delft. »
Pour aiguiser ses connaissances, il parcourut presque tous les pays de l'Europe avec sa femme et, hostile à tout luxe, souvent à pied. Il fit remarquer que : « Plus tard, on vit tout de même de ses souvenirs et le plus d'impressions qu'on accumule, le plus que la vie devient riche. »
En 1938, les recherches de Schamelhout conduisirent à sa nomination comme membre de la Koninklijke Vlaamse Academie voor Geneeskunde (Académie royale flamande de médecine), ainsi qu'à des contributions publiées dans différents périodiques et, en particulier, à la publication de l'ouvrage De volkeren van Europa en de strijd der nationaliteiten (Les peuples de l'Europe et la lutte des nationalités), qui fut publié en trois volumes à Amsterdam de 1925 à 1930. Dans celui-ci figurent des passages entiers littéralement repris de son article précité, publié dans De Stroom en 1918. Dans un discours de circonstance, Schamelhout déclara en guise de remerciement : « L'humanisme des grands Néerlandais du XVIe siècle, Érasme et sa tolérance, et l'idéal de l'unité nationale de Guillaume d'Orange ont été les lignes directrices de ma vie. Mon souhait le plus sincère est la coopération de tous les Flamands conscients, de la droite à la gauche, dans la lutte qui devra encore être menée longtemps. »
En tant qu'ethnologue, Schamelhout ne procédait pas par subdivision en races supérieures et inférieures, mais il croyait tout de même que les Aborigènes d'Australie et les Bochimans se trouvaient à un degré bien inférieur de civilisation et il parlait de « races culturelles et naturelles », sans toutefois approfondir la différence entre les deux. À aucun moment, il ne semblait considérer ces données comme irrévocables et statiques. Il soulignait que le type de race était une notion purement théorique, dont, dans la réalité, on s'approche beaucoup plus qu'on ne l'accomplit, ajoutant que peu de peuples sont exempts de souillures étrangères. Bien qu'il attribuât une valeur scientifique aux craniométries, il soulignait qu'il ne fallait pas nécessairement mettre en rapport le poids du cerveau avec une faculté spirituelle supérieure. S'inscrivant dans le courant de la réticence générale des intellectuels flamands des années 1920 envers le concept biologique de race, en envisageant la langue de façon psychologique, Schamelhout défendit, en 1926, que la langue reflète la nature nationale. Dans ses ouvrages postérieurs, Schamelhout reste fidèle à la thèse selon laquelle la langue constitue une barrière plus forte que la race. En outre, il regardait les « Juifs », comme les Flamands et les Wallons, comme une nation, raison pour laquelle il écrivait ce mot avec une majuscule. Il mêlait ses sensibilités d'hygiéniste et de nationaliste, lorsqu'il faisait la distinction entre une infériorité résultant de circonstances sociales variables et une supériorité tributaire à une appartenance raciale, elle, invariable : une logique offrant des perspectives propices à un discours séparatiste, car, une fois surmonté l'affaiblissement lié à l'oppression, la force héréditaire de la race fait miroiter un bel avenir. En fait, Schamelhout utilise différents concepts de dégénérescence, se référant parfois à une régression, imputée à une hyperculture (comme aurait été le cas en Wallonie), puis de nouveau à une « arriération », associée à une vulnérabilité économique et hygiénique (qui serait caractéristique des Flamands).
En 1936, voulant se distancier de l'usage allemand du concept de race, il avança que la signification du terme « aryen » avait été dénaturée pour des raisons politiques, dans le sens de « non-juif », en ajoutant que l'idée de la pureté des races n'était pas seulement irréaliste mais également peu recommandable, considérant que des dons supérieurs semblent souvent revenir à une combinaison de facteurs héréditaires.
Par ailleurs, n'ayant jamais été un rat de bibliothèque, il continua à suivre le mouvement flamand de près. Dans les années 1930, Schamelhout défendit indubitablement un point de vue grand-néerlandais.

#### Affiliation aux institutions scientifiques et aux cercles culturels
Que Schamelhout a sans aucun doute contribué au développement de la science en Flandre est illustré par son affiliation aux instituts académiques et scientifiques : il a été membre fondateur de l'Association pour la Science, membre actif du Vlaamsch Fonds voor Wetenschap (Fonds flamand pour la science), de la Vlaamsche Wetenschappelijke Stichting (Fondation scientifique flamande) et l'un des quinze premiers membres qui, en 1938, constituaient le noyau fondateur de l’Koninklijke Vlaamsche Academie voor Geneeskunde (Académie royale flamande de médecine).
Il s'est aussi intensément investi dans les milieux artistiques et les cénacles réformateurs sociales et culturels, tels que De Kapel (La Chapelle) à Anvers.

### 1940-1944
D'une nature humaniste et nationaliste, ayant en aversion toute dictature et poursuivant ses travaux de recherche jusqu'à la fin de sa vie, il se tint à l'écart de la collaboration pendant la Seconde Guerre mondiale. Son intention d'étudier les différences anthropologiques entre Flamands et Wallons, et de confirmer l'unité ethnique de la population néerlandaise conduisit à la publication, en 1944, d'un ouvrage intitulé De antropologie van het Nederlandse volk (L'anthropologie du peuple néerlandais).
Schamelhout, resté médecin au fil des ans, s'engagea à visiter ses patients à pied. Tombé malade au début de 1944, il continua ses visites à domicile, mais mourut après avoir contracté une pneumonie lors d'une visite en soirée, un jour de très mauvais temps.
Sa bibliothèque de quelque 2 000 livres et sa correspondance furent offertes à la Bibliothèque de la Ville d'Anvers et à la Maison des lettres. Jusqu'à nos jours, l'Académie royale de médecine (Koninklijke Academie voor Geneeskunde) décerne le prix Dr. G. Schamelhout pour un mémoire en néerlandais sur l'anthropologie.

## Sources
- (fr) Bont, Raf de, La race inéluctable. Gustaaf Schamelhout (1869-1944) et la trinité de culture, biologie et politique, dans : Jacqueline Christophe, Denis-Michel Boëll, Régis Meyran (éd.), Du folklore à l'ethnologie, Éditions de la Maison des sciences de l'homme, 2009, p. 349-360
- (nl) Bont, Raf de, Un peuple qui s'en va. Ongerustheid over de kwaliteit en de kwantiteit van het Franse volk, dans : Raf de Bont, Tom Verschaffel, Het verderf van Parijs, Leuven University Press, 2004
- (nl) N.N., Gustaaf Schamelhout (1869-1944), sur le site Web de l'Université libre (néerlandophone) de Bruxelles
- (nl) Saerens, Lieven, Vreemdelingen in een wereldstad: een geschiedenis van Antwerpen en zijn joodse bevolking (1880-1944), Éd. Lannoo, 2000
- (fr) Saerens, Lieven, Étrangers dans la cité : Anvers et ses Juifs (1880-1944), traduction de l'ouvrage précédent par Serge Govaert, Éd. Labor, 2005  (ISBN 2804018334)  (ISBN 9782804018337)
- (nl) Simons, Ludo, Geschiedenis van de uitgeverij in Vlaanderen. Volume 1, Éd. Lannoo, 1984
- (nl) Tollebeek, Jo, Degeneratie, moderniteit en culturele verandering, dans : Jo Tollebeek, Geert Vanpaemele, Kaat Wils (réd.), Degeneratie in België 1860-1940: een geschiedenis van ideeën en praktijken, Leuven University Press, 2003
- (nl) Vervliet, R., II. Van Nu en Straks. 1893-1901, dans : J. Weisgerber et M. Rutten (réd.), Van Arm Vlaanderen tot De voorstad groeit. De opbloei van de Vlaamse literatuur van Teirlinck-Stijns tot L.P. Boon (1888-1946), Standaard Uitgeverij, Anvers, 1988